# East Cowick
East Cowick – wieś w Anglii, w hrabstwie East Riding of Yorkshire. Leży 45 km na zachód od miasta Hull i 249 km na północ od Londynu.